# Freudis Rojas
Freudis Rojas (Las Vegas, 13 de agosto de 1998) es un deportista estadounidense que compite en boxeo. Ganó una medalla de bronce en el Campeonato Mundial de Boxeo Aficionado de 2017, en el peso wélter ligero.

## Palmarés internacional
| Campeonato Mundial | Campeonato Mundial  | Campeonato Mundial | Campeonato Mundial |
| Año                | Lugar               | Medalla            | Categoría          |
| ------------------ | ------------------- | ------------------ | ------------------ |
| 2017               | Hamburgo (Alemania) | Medalla de bronce  | 64 kg              |